# Френска академия
Френската акаде́мия (на френски: Académie française, произнася се Академѝ франсѐз) е научно учреждение във Франция, създадено с цел изучаване на езика и литературата, формиране на езиковите и литературни норми.
Създадена е 22 февруари 1635 г. по инициатива на кардинал Ришельо.
Френската академия наброява 40 членове. Избирането в Академията е пожизнено, поради това наричат академиците „безсмъртните“ (на френски: les immortels); техен отличителен знак е зелен фрак (на френски: habit vert). След смъртта на някой академик на неговото място (кресло, fauteuil) се избира нов; новоизбраният член в деня на своето „приемане под свода на Академията“ трябва да произнесе реч в чест на своя покоен предшественик.
Понякога в Академията се избират личности, известни преди всичко не като писатели или учени, а в качеството им на военни или политици (но в същото време обикновено тези академици вече имат едни или други публикации, мемоари и т.н.) Компетенцията на Академията в цялостно оценяване на книги от хуманитарната област с течение на времето е прераснала и в присъждане на разнообразни награди. През годините на нейното съществуване са били учредявани и изоставяни значителен брой от тях, като понастоящем са актуални около 60 и списък на лауреатите се публикува ежегодно.
Френската академия е първото и главно учреждение на Френския институт.